# Jamie Chadwick
Jamie Laura Chadwick (Bath, 20 maggio 1998) è una pilota automobilistica britannica, tre volte vincitrice della W Series (2019, 2021 e 2022). Dal 2019 è membro della Driver Academy del team di Formula 1, Williams.

## Carriera

### Inizi
Chadwick iniziò la sua carriera negli sport motoristici nel karting all'età di 11 anni. Nelle stagioni 2013 e 2014 prese parte al Ginetta Junior Championship con il team Jamie Hunter Racing; al suo primo anno vinse la classe Ginetta Junior Scholarship, arrivando decima in campionato. Nel 2014 Chadwick ottenne 5 podi, tutti terzi posti, e concluse ottava in classifica. 
Nel marzo 2015, Chadwick fu ingaggiata dalla Beechdean Motorsport per correre nella stagione 2015 del Campionato Britannico GT, gareggiando nella classe GT4. Chadwick ed il suo compagno di squadra Ross Gunn ottennero due vittorie e cinque podi durante la stagione con la loro Aston Martin V8 Vantage GT4, inclusa una vittoria nella 24 Ore di Silverstone. Grazie a questi risultati divenne la prima donna ad aggiudicarsi tale campionato nonché la più giovane campionessa in assoluto del medesimo.
Nel 2016, Chadwick continuò nel Campionato Britannico GT , guidando nella classe pro GT4 con Generation AMR SuperRacing per il primo, secondo e sesto round, prima di tornare alla Beechdean Motorsport per correre nella classe pro-am con Paul Hollywood per le tre gare conclusive della stagione. Chadwick si classificò 15ª in campionato.
Chadwick corse anche in gara-9 della stagione 2016 del VLN, guidando la Nexcel AMR Aston Martin GT8 e finendo terza nella classe SP8.
Chadwick partecipò alla 24 Ore del Nürburgring 2018, guidando l'Aston Martin Vantage V8 GT4 nella classe SP8 con Jonathan Adam, Alex Lynn e Pete Cate. La squadra si classificò quinta di classe e 63ª assoluta. Chadwick partecipò nuovamente alla competizione nel 2019 con l'Aston Martin, correndo al fianco di Alex Brundle e Peter Cate, finendo prima nella classe SP8 e 27ª assoluta.

### Monoposto
Chadwick passò alle competizioni in monoposto nel 2017, correndo nel campionato BRDC Formula 3 britannico. Ottenne un podio ed il nono posto in classifica. Rimasta nella categoria, il 5 agosto 2018 divenne la prima donna a vincere una gara del Campionato britannico di Formula 3. Chadwick concluse la stagione in ottava posizione.
Nella stagione 2018-2019, Chadwick corse nella MRF Challenge. Dopo aver concluso in seconda posizione tre delle prime cinque gare, ottenne sei vittorie diventando la prima donna a vincere tale competizione. Chadwick partecipò anche a due test con la NIO Formula E Team.
Nel 2019 prese parte alle prime tre gare della F3 asiatica, ottenendo 18 punti.
Nel giugno 2020, Chadwick si unì alla Prema Powerteam per partecipare alla stagione 2020 della Formula 3 regionale europea, in sostituzione di Roman Staněk. Con 80 punti, chiuse al nono posto in classifica generale.

### W Series

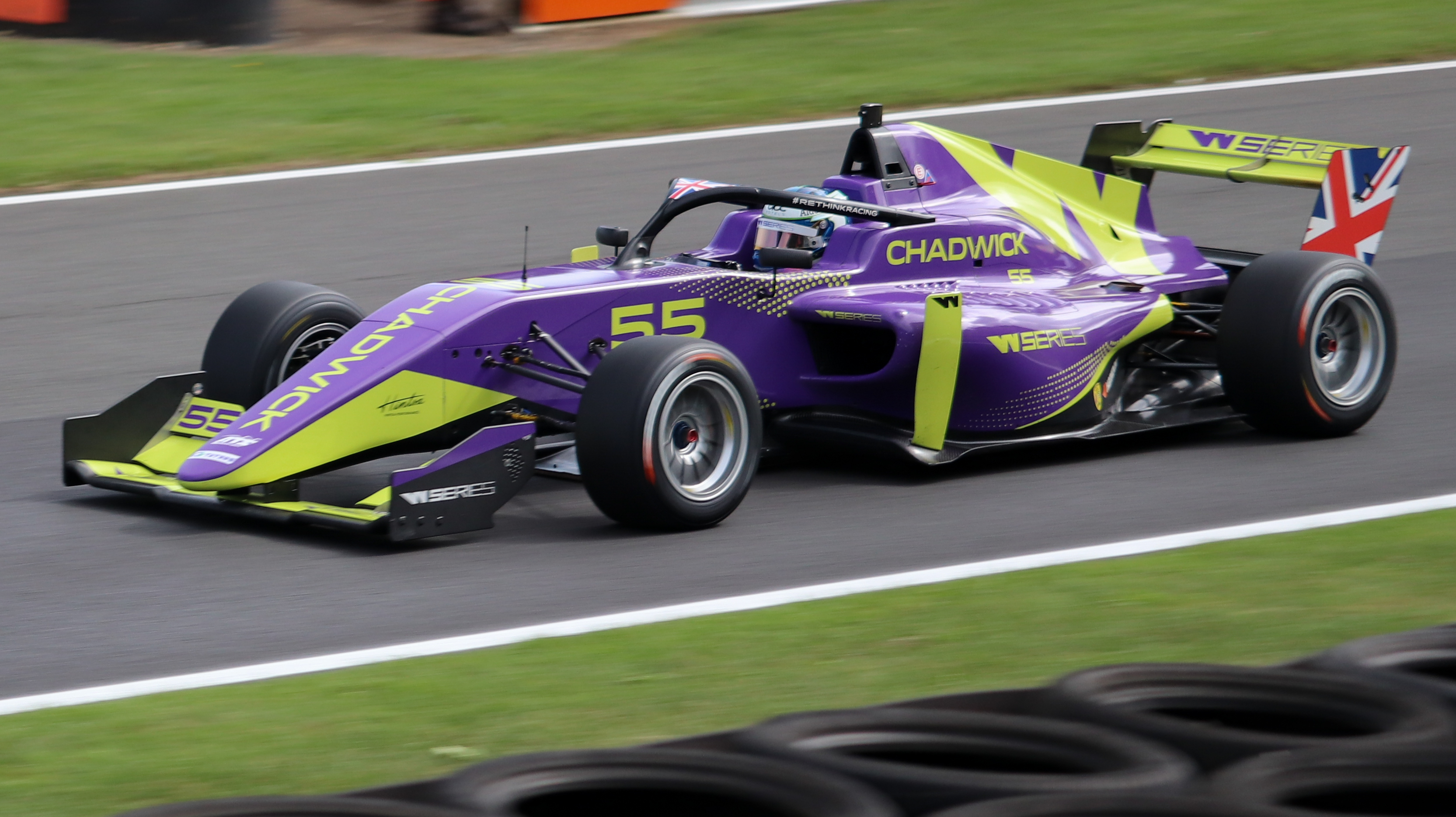
Chadwick a Brands Hatch durante la W Series 2019.

Nel 2019 Chadwick fu annunciata come pilota per la stagione inaugurale della W Series (campionato automobilistico destinato solo a piloti donne). Ottenne cinque podi in sei gare, diventando l'11 agosto 2019 campionessa della categoria con 110 punti, 10 in più dell'olandese Beitske Visser.
Dopo l'annullamento della stagione 2020 dovuto alla pandemia di COVID-19, Chadwick tornò nella categoria nel 2021. Dopo una battaglia durata per tutta la stagione con Alice Powell Chadwick si aggiudicò nuovamente il titolo della serie.
Nel 2022 Chadwick decide di rimanere nella W Series, per il suo terzo anno si unisce al nuovo team capitanato da Caitlyn Jenner, il Jenner Racing. Chadwick domina la prima metà di stagione vincendo le prime cinque gare della stagione, conquistando anche tre Pole Position e due giri veloci.

### Extreme E
Il 3 aprile 2021 prese parte al nuovo campionato di Extreme E affrontando la prima gara nei deserti dell'Arabia Saudita per il team Veloce Racing.

### Test in Formula 1e Formula E
Il 21 maggio 2019 venne annunciata come test driver della Williams in Formula 1. Per due anni viene nominata tra i finalisti del Aston Martin Autosport BRDC Award, nel 2019 con Enaam Ahmed, Ayrton Simmons e Johnathan Hoggard nel 2022 con Oliver Bearman, Louis Foster e Luke Browning.
Nel novembre del 2024, prenderà parte ai test della Formula E sul Circuito di Valencia con la Jaguar.

### Indy Nxt
Nel 2023 oltre a venire confermata nella Williams Driver Academy, viene ingaggiata dal team Andretti Autosport per correre nella Indy NXT (precedentemente nota come Indy Lights). Nella sua prima stagione ottiene un sesto posto a Portland come miglior risultato nella serie, chiudendo dodicesima in classifica finale. L'anno seguente viene confermata dal team Andretti Global. Ad Indianapolis ottiene il suo primo podio nella serie arrivando terza dietro il duo Jacob Abel e Nolan Siegel. Due gara dopo la pilota britannica ottiene la prima Pole position davanti al connazionale Louis Foster. Il giorno seguente riesce a vincere la sua prima corsa nella serie.
Nel settembre del 2024 prenderà parte ai suoi primi test IndyCar Series con il team Andretti al Barber Motorsports Park.

### ELMS
Nel 2025 correrà nell'European Le Mans Series con IDEC Sport.

## Risultati

### Riassunto della carriera
| Stagione | Serie                          | Team                       | Gare              | Vittorie          | Pole              | G.V               | Podi              | Punti             | Pos.              |
| -------- | ------------------------------ | -------------------------- | ----------------- | ----------------- | ----------------- | ----------------- | ----------------- | ----------------- | ----------------- |
| 2013     | Ginetta Junior                 | JHR Developments           | 20                | 0                 | 0                 | 0                 | 0                 | 221               | 10º               |
| 2014     | Ginetta Junior                 | JHR Developments           | 20                | 0                 | 0                 | 0                 | 5                 | 287               | 8º                |
| 2015     | Campionato britannico GT - GT4 | Beechdean-AMR              | 9                 | 2                 | 0                 | 0                 | 5                 | 164.5             | 1º                |
| 2016     | Campionato britannico GT - GT4 | Generation AMR SuperRacing | 6                 | 0                 | 0                 | 0                 | 0                 | 29                | 15º               |
| 2017     | Campionato GB3                 | Double R Racing            | 24                | 0                 | 0                 | 0                 | 1                 | 264               | 9º                |
| 2018     | Campionato GB3                 | Douglas Motorsport         | 24                | 1                 | 0                 | 0                 | 2                 | 260               | 8º                |
| 2018–19  | MRF Challenge Formula 2000     | MRF Racing                 | 15                | 6                 | 0                 | 5                 | 9                 | 280               | 1º                |
| 2019     | W Series                       | Hitech GP                  | 6                 | 2                 | 3                 | 0                 | 5                 | 110               | 1º                |
| 2019     | Formula 3 asiatica             | Seven GP                   | 3                 | 0                 | 0                 | 0                 | 0                 | 18                | 14º               |
| 2019     | Euroformula Open               | Double R                   | 0                 | 0                 | 0                 | 0                 | 0                 | 0                 | NC                |
| 2019–20  | Formula 3 asiatica             | Absolute Racing            | 15                | 0                 | 0                 | 2                 | 4                 | 139               | 4º                |
| 2020     | Formula Regional Europea       | Prema Powerteam            | 23                | 0                 | 0                 | 0                 | 1                 | 80                | 9º                |
| 2020     | Formula 1                      | Williams Racing            | Pilota di riserva | Pilota di riserva | Pilota di riserva | Pilota di riserva | Pilota di riserva | Pilota di riserva | Pilota di riserva |
| 2021     | W Series                       | Veloce Racing              | 8                 | 4                 | 4                 | 3                 | 7                 | 159               | 1º                |
| 2021     | Extreme E                      | Veloce Racing              | 2                 | 0                 | 0                 | 0                 | 1                 | 31                | 13º               |
| 2021     | Formula 1                      | Williams Racing            | Pilota di riserva | Pilota di riserva | Pilota di riserva | Pilota di riserva | Pilota di riserva | Pilota di riserva | Pilota di riserva |
| 2022     | W Series                       | Jenner Racing              | 7                 | 5                 | 3                 | 3                 | 6                 | 143               | 1º                |
| 2022     | Formula 1                      | Williams Racing            | Pilota di riserva | Pilota di riserva | Pilota di riserva | Pilota di riserva | Pilota di riserva | Pilota di riserva | Pilota di riserva |
| 2023     | Indy NXT                       | Andretti Autosport         | 14                | 0                 | 0                 | 0                 | 0                 | 262               | 12º               |
| 2024     | Indy NXT                       | Andretti Global            | 14                | 1                 | 1                 | 0                 | 2                 | 310               | 7º                |

### W Series
| Stagione | Scuderia      | 1     | 2     | 3     | 4     | 5     | 6     | 7       | 8     | Punti | Pos. |
| -------- | ------------- | ----- | ----- | ----- | ----- | ----- | ----- | ------- | ----- | ----- | ---- |
| 2019     | Hitech GP     | HOC 1 | ZOL 2 | MIS 1 | NOR 3 | ASS 3 | HAT 4 |         |       | 110   | 1º   |
| 2021     | Veloce Racing | RED 6 | RED 1 | SIL 3 | HUN 1 | SPA 2 | ZAN 2 | AME 1   | AME 1 | 159   | 1º   |
| 2022     | Jenner Racing | MAI 1 | MAI 1 | CAT 1 | SIL 1 | PAU 1 | HUN 2 | SIN Rit |       | 143   | 1º   |
| Legenda  |               |       |       |       |       |       |       |         |       |       |      |

### Extreme E
| Anno    | Scuderia      | Vettura          | 1       | 2        | 3       | 4       | 5     | 6     | 7     | 8     | 9       | 10      | Punti | Pos. |
| ------- | ------------- | ---------------- | ------- | -------- | ------- | ------- | ----- | ----- | ----- | ----- | ------- | ------- | ----- | ---- |
| 2021    | Veloce Racing | Spark Odyssey 21 | DES Q 9 | DES R WD | OCE Q 5 | OCE R 2 | ARC Q | ARC R | ISL Q | ISL R | JUR Q 6 | JUR R 6 | 48    | 10º  |
| Legenda |               |                  |         |          |         |         |       |       |       |       |         |         |       |      |

### Indy NXT
(legenda) (Le gare in grassetto indicano la pole position) (Le gare in corsivo indicano Gpv)
| Stagione | Team               | 1   | 2   | 3   | 4   | 5   | 6   | 7   | 8   | 9   | 10  | 11  | 12  | 13  | 14  | Punti | Pos. |
| -------- | ------------------ | --- | --- | --- | --- | --- | --- | --- | --- | --- | --- | --- | --- | --- | --- | ----- | ---- |
| 2023     | Andretti Autosport | STP | ALA | IMS | DET | DET | ROA | MOH | IOW | NSH | IMS | GAT | POR | LAG | LAG | 262   | 12º  |
| 2023     | Andretti Autosport | 13  | 11  | 15  | 11  | 16  | 15  | 10  | 10  | 8   | 10  | 12  | 6   | 15  | 12  | 262   | 12º  |
| 2024     | Andretti Global    | STP | ALA | IMS | IMS | DET | ROA | LAG | LAG | MOH | IOW | GAT | POR | MIL | NSH | 297   | 7º   |
| 2024     | Andretti Global    | 20  | 20  | 3   | 16  | 12  | 1   | 9   | 6   | 10  | 7   | 16  | 14  | 5   | 17  | 297   | 7º   |

### ELMS
| Anno    | Squadra    | Classe | Vettura  | BAR | LEC | IMO | SPA | SIL | ALG | Punti | Pos. |
| ------- | ---------- | ------ | -------- | --- | --- | --- | --- | --- | --- | ----- | ---- |
| 2025    | IDEC Sport | LMP2   | Oreca 07 | 1   |     |     |     |     |     | 25*   |      |
| Legenda |            |        |          |     |     |     |     |     |     |       |      |

*Stagione in corso.

### 24 Ore di Le Mans
| Anno | Team       | Co-Pilota                     | Vettura  | Classe | Giri | Pos. | Class Pos. |
| ---- | ---------- | ----------------------------- | -------- | ------ | ---- | ---- | ---------- |
| 2025 | IDEC Sport | Mathys Jaubert André Lotterer | Oreca 07 | LMP2   | 206  | Rit  | Rit        |